# Brahea armata

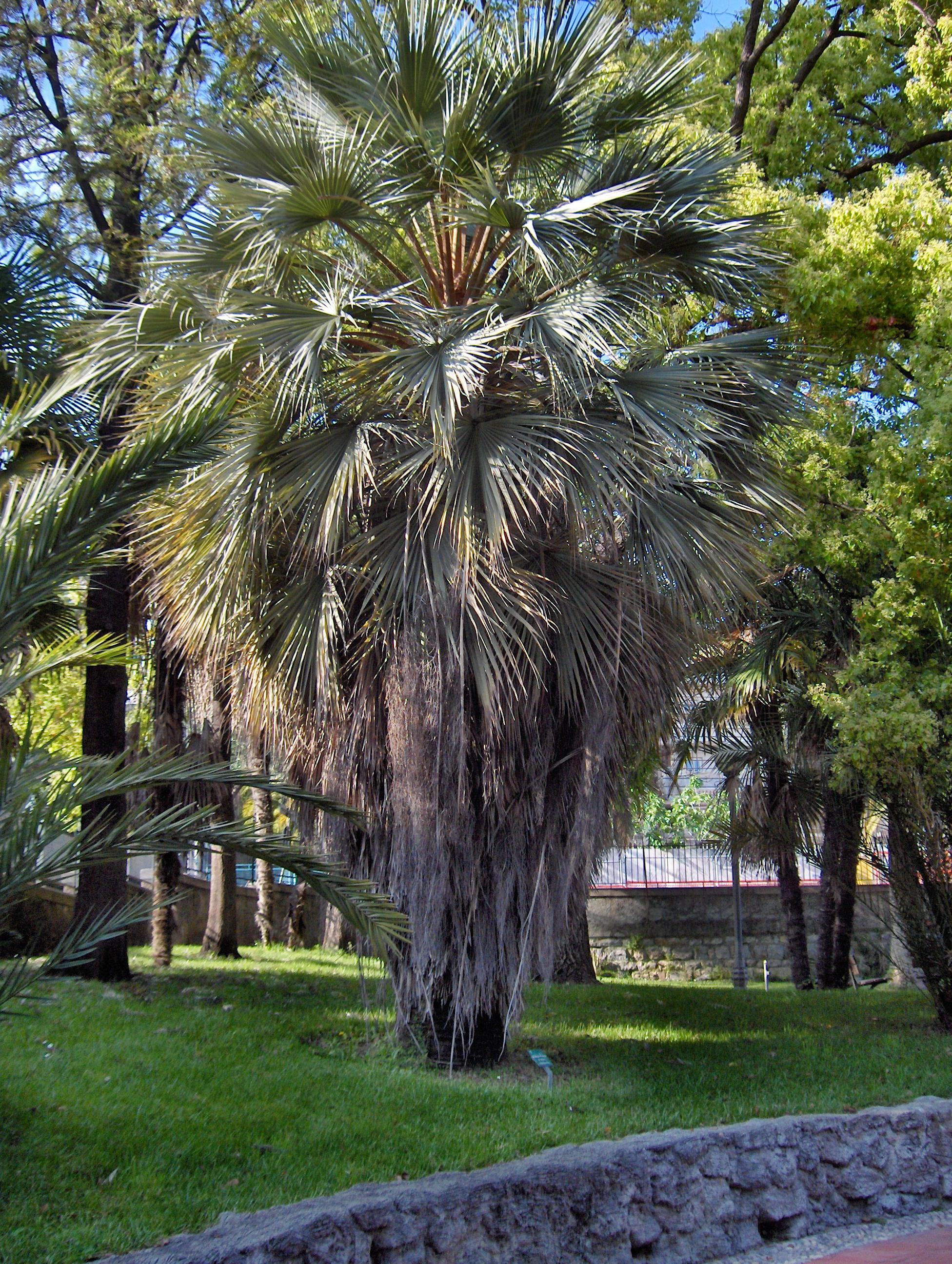
Com a planta ornamental

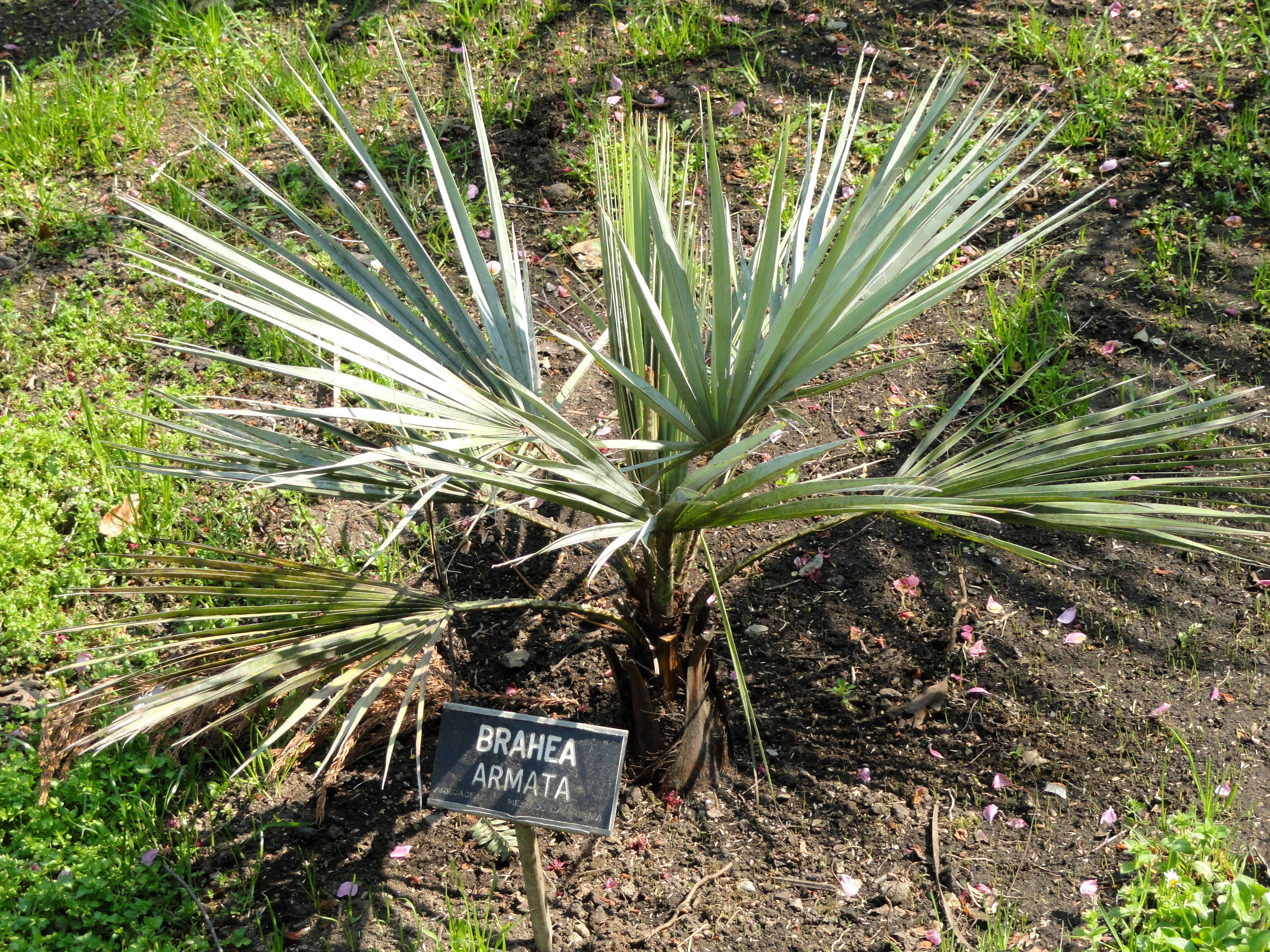
Planta jove

Brahea armata ("palma blanca") és una espècie pertanyent a la família de les palmeres (Arecaceae). És endèmica de la Baixa Califòrnia i Mèxic, i és considerada la palmera amb les fulles més blavoses.

## Descripció
Creix fins a 15 m d'alçada i mig metre de diàmetre. Al llarg del seu tronc es poden veure cicatrius de la base de les fulles que amb el pas del temps han mort, s'han assecat i han caigut, o bé encara hi resten seques, formant una espècie de faldilla que arriba fins a terra. El pecíol de les fulles està cobert d'espines corbes que fins i tot es poden dividir en dos.
Aquesta palmera produeix moltes branques fèrtils, és a dir, branques on hi creixen les flors, i poden arribar a 3 metres, sempre per sota de la capçada de fulles. Aquestes branques fèrtils consisteixen en moltes flors blanquinoses, petites i bisexuals, essent així una agrupació de gran bellesa. La flor d'aquesta espècie és una de les més vistoses d'entre totes les palmeres. El fruit que produeix és brillant, rodó i marronós, i només conté una llavor.

## Hàbitat
Creix formant oasis des de les zones més àrides de la Baixa Califòrnia, al desert de Sonora, passant per la zona de chaparral costaner fins a barrejar-se amb pinedes de pins californians a 1200 m d'altitud.

## Taxonomia
Brahea armata va ser descrita per Sereno Watson i publicada a Proceedings of the American Academy of Arts and Sciences 11: 146–147. 1876.

### Etimologia
- Brahea: nom genèric atorgat en honor de l'astrònom danès Tycho Brahe (1546–1601).[2]

- armata: epítet llatí que significa "armat, espinós".[3]

#### Sinonímia
- Glaucothea armata (S. Watson) O. F. Cook
- Glaucothea elegans (Franceschi ex Becc.) I.M. Johnst.
- Brahea nobilis Hook.f.
- Brahea clara (L.H.Bailey) Espejo & López-Ferr.
- Brahea lucida Hook.f.
- Brahea glauca Hook.f.
- Brahea elegans (Franceschi ex Becc.) H.E. Moore
- Brahea roezlii Linden
- Erythea armata (S. Watson) S. Watson
- Erythea elegans Franceschi ex Becc.
- Erythea roezlii (Linden) Becc. ex Martelli
- Erythea clara L.H. Bailey
- Erythea armata var. microcarpa[4]